# Lütticher Schanze

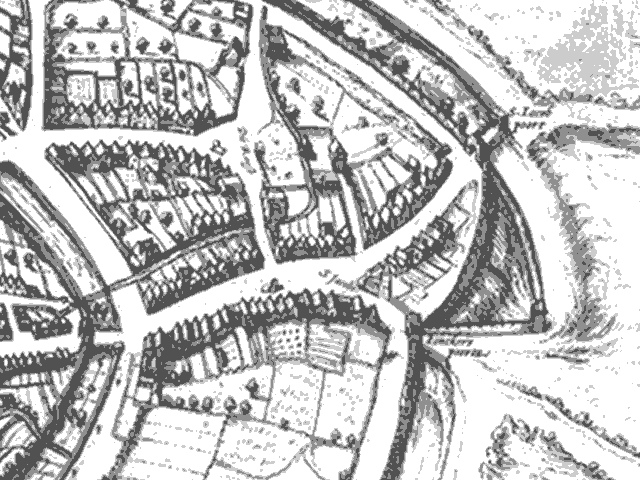
Historischer Stadtplan Aachens, Ausschnitt mit Lütticher Schanze (rechts)

Die Lütticher Schanze war die einzige Zwingeranlage der ca. 1300–1350 errichteten äußeren Stadtmauer der Stadt Aachen. Sie ist nicht mehr erhalten.

## Lage
Die Lütticher Schanze lag im Südwesten des äußeren Mauerrings entlang des Abschnitts zwischen Jakobstor und Junkerstor. An dem Mauerring stand in ihrem Bereich der Turm ohne Namen, an einem Knick der äußeren Vormauer der Zwingeranlage der Eyerkeilturm. Da die Anlage an der Straße nach Lüttich begann, die auch heute noch Lütticher Straße heißt, wurde sie Lütticher Schanze genannt. Diese war wiederum namensgebend für die heutige Schanz und den dort gelegenen Bahnhof Aachen Schanz.

## Beschreibung
Vom Jakobstor zum Junkerstor hin fällt das Gelände auf einer Strecke von 170 m etwa 12 m ab. Das hätte es einem auf dem zum Jakobstor führenden Höhenrücken anrückenden Feind ermöglicht, über die Stadtmauer hinwegzusehen und die Stadt zu beschießen. Daher wurde dieser Bereich zusätzlich geschützt, indem vor der Stadtmauer eine Zwingermauer in Form einer Dreieckschanze errichtet wurde. Zur Verteidigung der Zwingermauer wurde an der Dreiecksspitze der Eyerkeilturm errichtet.
Die Zwingermauer begann am Vortor des Jakobstores und verlief von dort geradlinig bis zum Eyerkeilturm. Dort machte sie einen Knick und lief zum Junkerstor, an dessen Torbau sie endete. Die Ringmauer dagegen verlief vom Hauptbau des Jakobstors aus über den Turm ohne Namen zum Junkerstor, an das sie jedoch nicht anschloss, sondern eine Öffnung als Zugang zum Zwinger von der Stadt aus freiließ. Ob die Ringmauer wie auf alten Stadtansichten gezeigt in Form eines Kreisbogens verlief oder wie von Carl Rhoen angenommen parallel zur Zwingermauer und ebenfalls einen Knick machte, ist nicht geklärt.
Der Bereich des Zwingers zwischen Mauerring und Zwingermauer konnte vom Jakobstor, dem Turm ohne Namen, dem Eyerkeilturm und dem Junkerstor aus kontrolliert und im Fall des Eindringens von Angreifern beschossen werden. Dieser Bereich wurde auch für Übungen der Stadtsoldaten Aachens verwendet.